# Torneo de Santiago 2010
El Torneo de Santiago es un torneo de tenis que se jugó en arcilla. Hasta el año 2009 se disputaba en Viña del Mar, pero a partir del 2010 y por problemas económicos que atravesaba ese municipio, se decidió trasladar a Santiago, específicamente la localidad de Chicureo en la comuna de Colina. Fue la 17° edición oficial del torneo. Se realizó entre el 1 y el 7 de febrero.

## Campeones

### Individuales Masculino
Thomaz Bellucci venció a  José Acasuso por 6-2, 0-6 y 6-4

### Dobles Masculino
Lukasz Kubot /  Oliver Marach vencieron a  Potito Starace /  Horacio Zeballos por 6-4 y 6-0